# Ljus i augusti
Ljus i augusti (Light in August) är en roman skriven av den amerikanske författaren och nobelpristagaren William Faulkner. Den kom ut på engelska 1932 och i svensk översättning av Erik Lindegren 1944.
Romanen utforskar raskonflikter i de amerikanska sydstaterna. Den anses vara en av de stora amerikanska romanerna.

## Handlingen
Berättelsen är uppbyggd kring tre sammanflätade intriger. Den första berättar historien om Lena Grove, en ung gravid kvinna, som letar efter fadern till sitt ofödda barn, Lucas Burch. Av det skälet lämnar hon sin hemstad och går tiotals mil till fots till Jefferson, en stad i Faulkners fiktiva samhälle Yoknapatawpha. Där tas hon om hand av Byron Bunch, som förälskar sig i Lena och hoppas få gifta sig med henne. Bunch hemlighåller att Lucas Burch gömmer sig i staden under namnet Joe Brown. Lena är ett enkelt naturbarn som får representera sådana positiva mänskliga kvaliteter som oskuld och uthållighet. Hennes resa i augusti och hennes barns födelse blir symboler för naturens eviga cykel.
Berättelsen om Lena är i sig själv också cirkulär; den bildar ett ramverk runt de två andra historierna. En av dessa är berättelsen om den gåtfulla karaktären Joe Christmas. Christmas kom till Jefferson tre år före romanens början och fick jobb vid hyvleriet, ett jobb som är en täckmantel för hans olagliga alkoholförsäljning. Han har ett sexuellt förhållande med Joanna Burden, en äldre kvinna som härstammar från en tidigare mäktig familj med abolitionistiska åsikter. Joanna Burden fortsätter sina förfäders kamp för de svartas frigörelse, vilket gör henne till en avvikare i Jefferson, i likhet med Christmas.
Hennes relation till Christmas börjar något ovanligt med att Christmas smyger in i hennes hus för att stjäla mat eftersom han inte hat ätit på tjugofyra timmar. Till följd av sexuell frustration och att klimakteriet börjar närma sig vänder sig Joanna till religionen. Joannas religiösa intresse är frustrerande för Christmas eftersom han som barn flydde från sina misshandlande fosterföräldrar som var konservativt religiösa. När deras relation når klimax försöker Joanna, genom att hota honom med ett vapen, tvinga Christmas att offentligt erkänna sitt svarta arv och ansluta sig till den svarta advokatbyrån. Joanna Burden mördas kort därefter. Hennas hals har skurits av så att hon är i det närmaste halshuggen och kroppen lämnats i huset som har stuckits i brand för att dölja mordet. Mordet begås förmodligen av Joe Christmas men detta framgår aldrig uttryckligen. Det tycks som om Lucas Burch/Joe Brown åtminstone kan ha varit den som satte huset i brand. Lucas framställs först som en möjlig mördare eftersom han sågs inuti det brinnande huset av en passerande bonde som räddade Joannas kropp från lågorna.
Tack vare ett tips från Lucas Burch/Joe Brown, Christmas tidigare partner i svartspritaffärerna och fadern till Lenas barn, kan Christmas tillfångatas efter att ha angivit sig själv i en grannstad. Vid ett misslyckat flyktförsök, blir Christmas skjuten och kastrerad av en man från nationalgardet vid namn Percy Grimm.
Den tredje historien handlar om prästen Gail Hightower. Han är besatt av sin farfars äventyr. Farfadern dödades när han stal kycklingar från bönderna. Hightowers omgivning ogillar honom på grund av hans predikningar om sin farfar och på grund av skandalerna runt hans privatliv: hans fru var otrogen och tog senare sitt liv och vände därmed samhället mot Hightower och gjorde honom själv till paria. Den enda person som inte vänder honom ryggen är Byron Bunch, som besöker Hightower då och då. Bunch försöker också övertala honom att ge den fängslade Christmas ett alibi men Hightower vägrar till att börja med. När Christmas rymmer från häktet springer han till Hightowers hus där han försöker gömma sig. Hightower accepterar då Byrons förslag men det är för sent då Percy Grimm inte är långt borta.
Alla karaktärer i Ljus i augusti är flerdimensionella, vilket innebär att var och en är både subjekt och objekt, iakttagare och iakttagen, plågad av sig själv och plågad av andra, förbrytare och offer.

## Stil och struktur
Romanen är influerad av modernistiska Europeiska litterära stilar och konventioner, som kan användas för att utforska karaktärernas innersta tankar och psyken. Berättelserna är inte kronologiskt ordnade utan avbryts av långa tillbakablickar. Berättelsens fokus flyttar hela tiden från den ena karaktären till den andra. Andra viktiga stilistiska tekniker är de många inre monologer som Faulkner använder för att ge sina karaktärer röster som framstår som ytterst autentiska. Precis som en person inte känner till en ny bekantskaps förflutna ger Faulkner mer information om karaktärerna vartefter berättelsen framskrider.